# Rollfix
La Rollfix-Eilwagen GmbH di Hamburg-Wandsbek fabbricò dal 1926 al 1934 il triciclo Rollfix con motore 200 cm³ a due tempi della ILO-Motorenwerke. La costruzione dei veicoli fu una cosa sperimentale. Dopo il primo modello venne creata la Eilwagen.

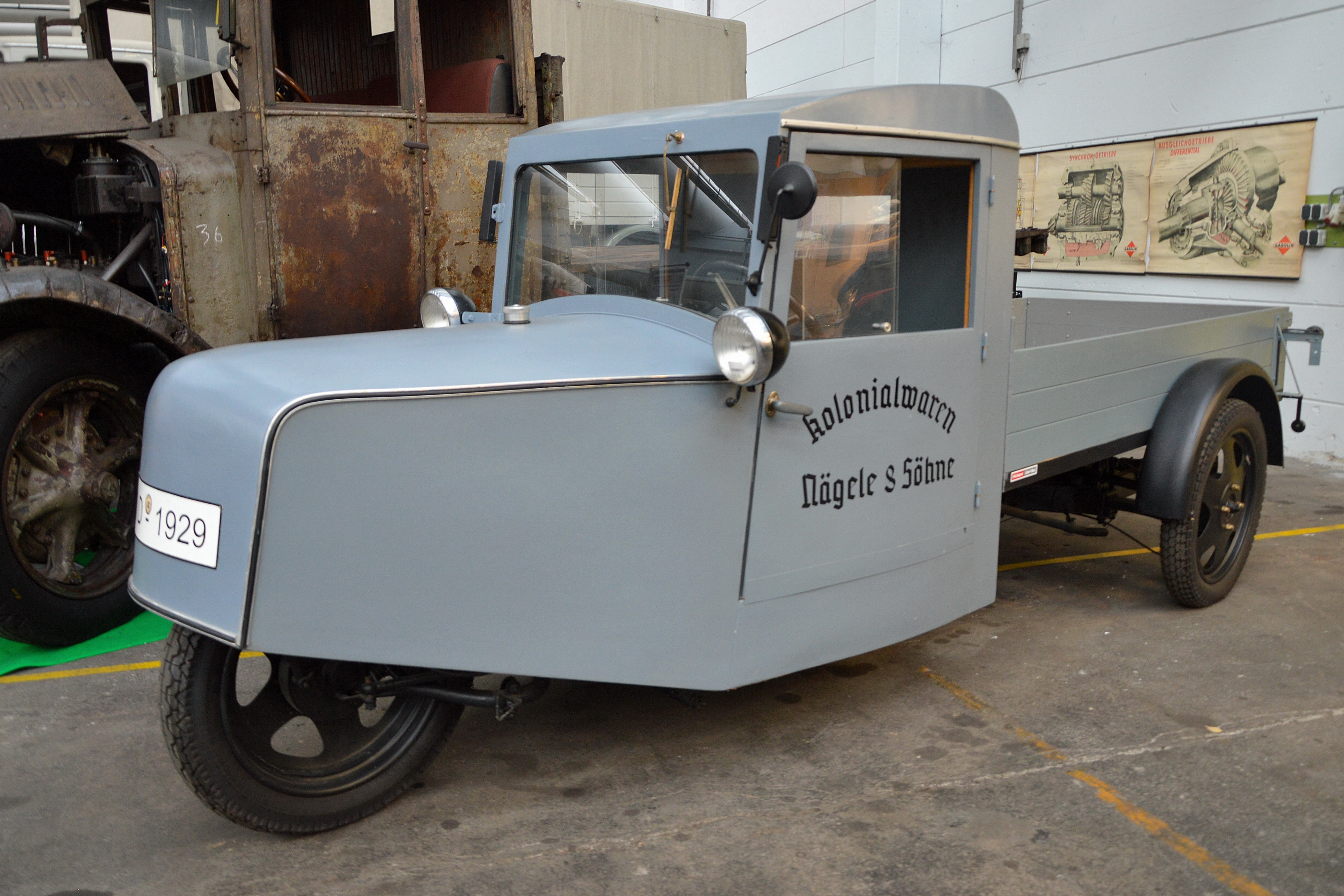
Rollfix Eilwagen

I veicoli a due posti o a tre erano simili alla Fuldamobil. Tecnicamente i veicoli furono concepiti per rispondere alle tasse automobilistiche, che in determinate caratteristiche del veicolo non venivano applicate e così aumentare le vendite. Il veicolo fu anche commercializzato a nome Rekord. Il marchio era un cerchio con all'interno un sole stilizzato e il nome Rollfix nel mezzo.
Nel 1934 acquisì la Rollfix-Werke Frederic Schröder KG con la produzione di auto a marchio Motrix.